# Okto
Der Fernsehkanal Okto (Eigenschreibweise: OKTO) ist ein Communityfernsehsender in Wien, der sich dem partizipativen Gedanken des Bürgerfernsehens verpflichtet hat.

## Gründung
Okto ist der erste freie, nichtkommerzielle Fernsehsender Österreichs. 2010 startete mit dorftv ein ähnlicher Sender in Oberösterreich, 2012 nahm das nichtkommerzielle freie Fernsehsender FS1 im Land Salzburg den Sendebetrieb auf. Vorläufer war der Sender TIV.
Okto wurde im Rahmen der sogenannten Rot-Grünen Projekte der Stadt Wien ins Leben gerufen und vom Verein zur Gründung und zum Betrieb Offener Fernsehkanäle Wien im Jahr 2005 gegründet. Nach einer neunmonatigen Aufbauphase ging Österreichs erster Communityfernsehsender am 28. November 2005 um 20 Uhr mit der ersten Folge von Afrika TV auf Sendung.

## Organisation und Finanzierung

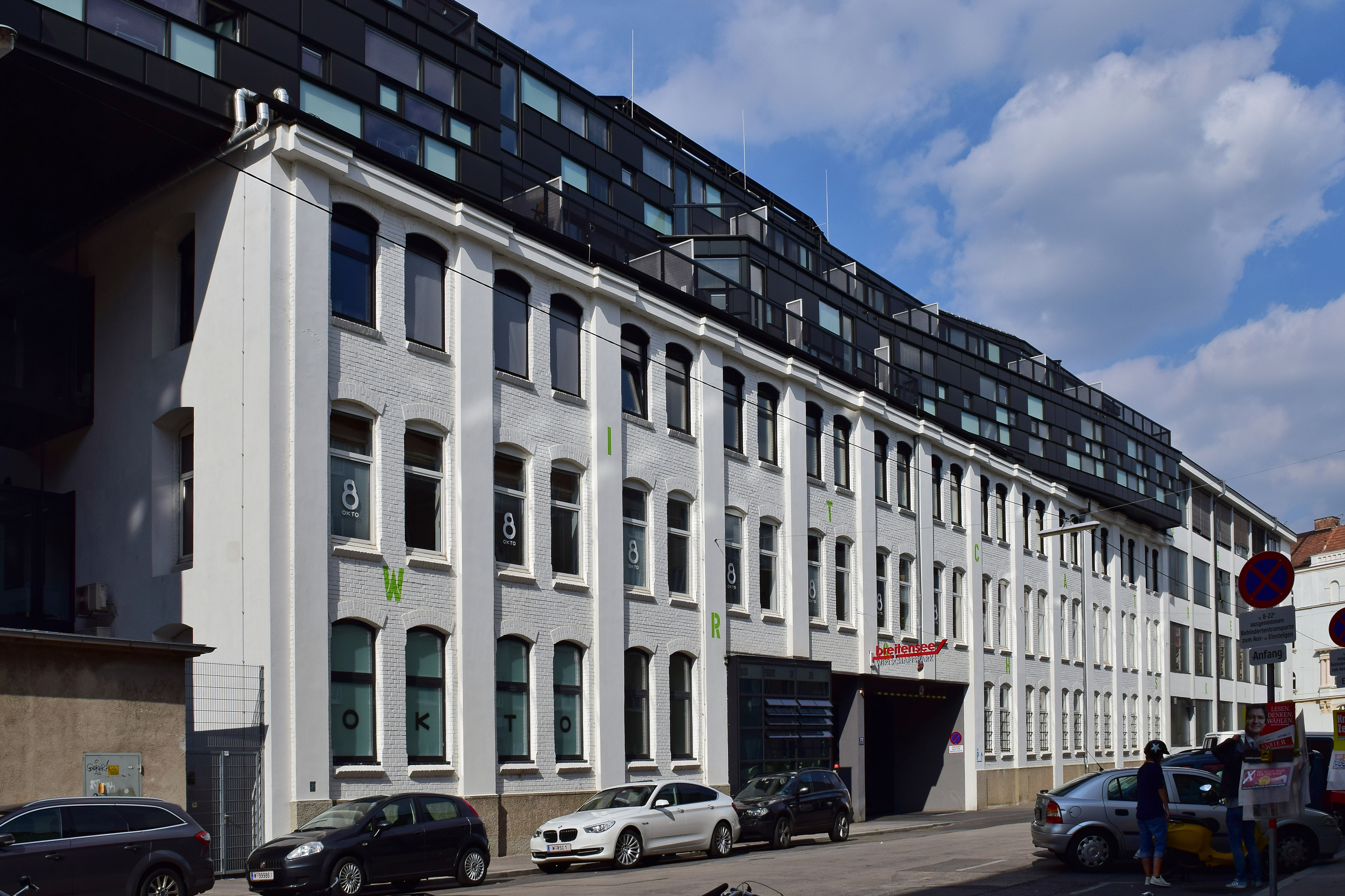
Okto im Wirtschaftspark Breitensee

Medieninhaber ist die Community TV-GmbH, deren 100-%-Eigentümer der Verein zur Gründung und zum Betrieb Offener Fernsehkanäle Wien ist. Im Vorstand des Vereins sitzen Julia Wippersberger, Maria Windhager, Ute Fragner, Edith Bachkönig, Helga Schwarzwald, Joanna Liu, Otalia Sacko, Vedran Dzihic und Tassilo Pellegrini. Ehrenmitglieder sind Thomas Alfred Bauer, Armin Thurnher und Peter Huemer.
Okto ist laut Eigenaussage bis auf Einschaltungen im öffentlichen bzw. gemeinnützigen Interesse frei von Werbung und finanziert sich durch Projekte, Auftragsproduktionen sowie aus Mitteln des „Fonds zur Förderung des nichtkommerziellen Rundfunks“ und „Fonds zur Förderung der digitalen Transformation“ der KommAustria. Bis Mitte 2022 bestand außerdem eine Subventionierung durch die Stadt Wien. Einzelne Sendungen konnten durch EU-Förderungen kofinanziert werden.

## Förderstopp durch die Stadt Wien
Der Sender wurde 2021 mit insgesamt 750.000 Euro unterstützt. Im April 2022 informierte das Finanzressort der Stadt Wien unter der Leitung von Peter Hanke den Sender über das Ende der Förderung durch die Stadt. Auf einer Pressekonferenz zeigte sich der Sender schockiert über die Entscheidung. Eine im Vorfeld durchgeführte externe Evaluierungsstudie hätte man nicht einsehen dürfen. Zu den Gründen für den Förderstopp ließ ein Sprecher der Magistratsabteilung 5 ausrichten, dass statt des Communityfernsehsenders künftig Projekte abseits des linearen Weges unterstützt werden sollen.
Nach umfassenden Restrukturierungsmaßnahmen (u. a. Reduktion von 20 auf 5 Vollzeitäquivalente, Streichung aller Aus- und Weiterbildungsangebote) ist der Weiterbestand des Senders nun in deutlich kleinerer Form bis auf Weiteres gesichert. Der Sendebetrieb wurde dabei zu keinem Zeitpunkt unterbrochen.

## Programm
Okto sendet ein 24-Stunden-Programm. Die Sendungen werden überwiegend ehrenamtlich produziert. Da der Sender sich als Kommunikationsplattform für alle Bürgerinnen und Bürger, die ihre Anliegen ins Fernsehen bringen wollen, versteht, kann jeder, der ein Sendungskonzept für eine serielle Produktion über einen Zeitraum von zirka einem halben Jahr vorlegen kann, nach Absolvierung des Basis-Workshops und der Produktion einer „Nullnummer“ mit einem eigenen Format auf Sendung gehen. Als einzige inhaltliche Vorgabe dienen die Okto-Leitlinien. Auch einmalige Formate können eingereicht werden.
Die Regulierungsbehörde KommAustria genehmigte „ein den Grundsätzen der Charta für Community Fernsehen in Österreich entsprechendes, nichtkommerzielles, partizipatives, regionales 24-Stunden-Programm“. Es sei demnach regional ausgerichtet mit einer Schwerpunktsetzung in den Bereichen Kunst und Kultur. (Fußnote) Im Zulassungsbescheid für den Betreiber des digitalterrestrischen Senderbetreiber ORS beschreibt die KommAustria Okto als „nichtkommerzielles partizipatives Vollprogramm. Es versteht sich als Komplementärangebot im öffentlich-gemeinnützigen Interesse zu den bestehenden Programmen des öffentlich-rechtlichen ORF und den privat-kommerziellen Mitbewerbern.“ Der Programmveranstalter schreibt über sich selbst: „Okto setzt auf Vielfalt statt Sparte und bildet mit seinem Programm die urbane Gesellschaft in ihrer ganzen Diversität ab.“ Als gemeinnütziges Unternehmen versteht sich Okto dezidiert als Plattform für im sonstigen Rundfunk unterrepräsentierte Communities und Nischenthemen.

### Sendungen
Seit der Gründung des Fernsehkanals 2005 wurden laut eigenen Angaben ca. 350 Formate in 19 verschiedenen Sprachen für Okto produziert. Im Jahr 2022 sendete Okto im Schnitt 19 Erststrahlungen pro Woche, was umgerechnet ca. 57 Stunden neues Videomaterial im Monat sind. Mit wenigen Ausnahmen ist alles, was jemals für Okto produziert wurde, on demand in der sendereigenen Mediathek, genannt „Oktothek“, verfügbar.
Die längste noch laufende Sendereihe ist Afrika TV, nur eine von vielen nicht-deutschsprachigen Sendungen auf Okto. Insgesamt gibt es in der Oktothek Sendungen in 19 verschiedenen Sprachen.
Einige Sendungen kommen durch Kooperationen mit Studierenden diverser Bildungseinrichtungen zustande, z. B. konzipieren Studierende des Journalismus-Lehrgangs der FHWien der WKW jedes Semester eine neue eigene Sendung für Okto. Andere Kooperationen bestehen mit dem FH St. Pölten (c-tv) und dem Wiener Jugendzentrum (CU television).
Weitere Schwerpunkte des Okto-Programms sind Europa, Inklusion, Klima, Kunst und Kultur.
Bei rund 80 Prozent des gesendeten Programms handelt es sich um Eigenproduktionen (Verweis: Zulassungsbescheid). Unter den anderen 20 Prozent finden sich auch auf anderen freien Kanals ausgestrahlte Produktionen wie die Nachrichtensendung Democracy Now! mit der US-amerikanischen Journalistin Amy Goodman, GOQEER oder Der Supergraben.
In Deutschland gibt es mit ALEX Berlin, dem Bürger- und Ausbildungskanal TIDE mit Sitz in Hamburg und h1, dem freien Sender Hannover, ähnliche Fernsehsender.
Heute aus den Medien bekannte Persönlichkeiten, die für Okto produziert haben bzw. immer noch produzieren, sind etwa Puls 4-Infochefin Corinna Milborn, der Politikberater Rudolf Fußi und der Sozialexperte und stellvertretende Direktor der Diakonie Martin Schenk.

### Auszeichnungen
Die Sendung Oktoskop wurde 2006 mit dem Fernsehpreis der Österreichischen Erwachsenenbildung ausgezeichnet, 2007 und 2014 die Sendungen Nebenan und Zitronenwasser.
Ein Redaktionsteam von Okto, ROH, erhielt im April 2008 den Alternativen Medienpreis.
Die Episode Gebärdensprache der Sendereihe Perspektivenwechsel von Antina Zlatkova und Thomas Lindermayer wurde beim 53. Fernsehpreis der Österreichischen Erwachsenenbildung im September 2021 als bester Talk ausgezeichnet.

## Sendegebiet und Empfang
Okto ist derzeit österreichweit über A1 Kabel TV und Magenta TV zu empfangen.
In Niederösterreich und dem Burgenland kann Okto auch im digitalen Programmbouquet von Kabelplus gesehen werden. Darüber hinaus liefert im Großraum Wien sowie in Teilen Niederösterreichs und des Burgenlandes simpliTV Okto ins Haus. Abseits von Kabel und DVB-T2 läuft das Programm weltweit via Livestream. Wer eine Sendung verpasst hat, kann diese jederzeit und ortsunabhängig in der Oktothek, der sendereigenen Mediathek, zu einem späteren Zeitpunkt anschauen.

## Digitale Technik
Seit Beginn des Sendebetriebes im Jahr 2005 arbeitet Okto von der Videoaufnahme bis zum Playout rein digital. Bei der Aufnahme wird der gleiche Codec wie bei der späteren Sendeabwicklung verwendet (DV25). Dies und der durchdachte Workflow erlauben es, dass es zu keinem Generation Loss (Qualitätsverlust) durch Bänderkopien etc. kommt. Zum Einsatz kommen Festplatten- und Festspeicherrekorder. Das Rohmaterial landet für den Schnitt auf einem großen zentralen Massenspeicher, der von allen Schnittplätzen aus erreichbar ist. Fertige Beiträge werden über das Netzwerk abgegeben, sodass sie nur wenig später für die technische und inhaltliche Abnahme sowie die Sendungsevaluierung bereitstehen. Jede Sendung wird in einer Datenbank erfasst, die wiederum die Playoutsteuerung speist. Ein angeschlossenes nonlineares Archivsystem erlaubt es, eine Sendung, deren Erstausstrahlung bis zum Sendestart zurückliegen kann, innerhalb weniger Minuten erneut zu senden.

## Partnerschaften
Der Sender ist Mitglied im Verband Freier Rundfunk Österreich (VFRÖ) und dem Ehrenkodex für die österreichische Presse verpflichtet.